# Cryo Interactive Entertainment
Cryo Interactive Entertainment war ein französischer Computerspielhersteller und -vertreiber. Cryo entstand 1989 aus dem Entwicklerteam Exxos des französischen Spieleherstellers ERE Informatique. Das Unternehmen ist nicht mehr im Geschäft, alle Projekte gingen auf DreamCatcher Interactive über (ab 2011 Nordic Games Holding, heute Embracer Group).

## Geschichte

### Exxos
Exxos wurde 1988 von Philippe Ulrich, Rémi Herbulot und Jean-Martial Lefranc als Label des französischen Spieleentwicklers ERE Informatique, einem Tochterunternehmen des Spielepublishers Infogrames, gegründet. Unter diesem Namen wurden drei Science-Fiction-Spiele veröffentlicht:
- Captain Blood
- Kult: The Temple of Flying Saucers
- Purple Saturn Day

1989 verließen die Entwickler jedoch das Unternehmen, um ein neues unabhängiges Studio mit dem Namen Cryo zu gründen. Nachdem das Team zwei Jahre lang ohne offizielle Eintragung als Unternehmen operierte, firmierte es ab 1992 schließlich unter dem Namen Cryo Interactive Entertainment.

### Cryo Interactive Entertainment
Bekannt wurde Cryo vor allem für extravagante und außergewöhnlichen Spielideen, die sich jedoch nicht immer finanziell auszahlten. Ein Schwerpunkt des Unternehmens waren Grafikadventures. Im Juli 2002, wenige Monate nach der kommerziell erfolglosen Veröffentlichung des Spiels Frank Herbert’s Dune, ging die Firma bankrott.
Im Oktober 2008 erwarb Microïds die Marke und das geistige Erbe von Cryo. Microïds beabsichtigte eine digitale Veröffentlichung alter Cryo-Spiele, aber auch Neuentwicklungen basierend auf dem geistigen Eigentum von Cryo.

## Vertriebene Spiele
Nintendo 64
- 3Sixty

DOS/Windows
- Aliens: A Comic Book Adventure
- Asterix and Obelix Take on Caesar
- China: The Forbidden City
- Das Grab des Pharao
- Der Fluch der Azteken
- Dragon Lore 2: The Heart of the Dragon Man
- Dreams to Reality
- Egypt Kids
- Faust
- From Dusk Till Dawn
- Gifty, a present from Heaven
- Gore: Ultimate Soldier
- Guardian of Darkness, The
- Pompeji: Die Legende des Vesuvs
- Jerusalem – Die Heilige Stadt
- MegaRace 1+2
- Lost Eden
- Open Tennis 2000
- Pax Corpus
- Popeye, Hush Rush for Spinach
- River World
- Seven Games of the Soul
- Stealth Combat
- Ubik
- Universal Monsters: Monsterville
- Versailles 2
- Woody Woodpecker
- Zidane Football Generation

PlayStation
- Asterix and Obelix Take on Caesar
- Guardian of Darkness, The
- Versailles

PlayStation 2
- Frank Herbert’s Dune
- Gift
- MegaRace 3
- Popeye, Hush Rush for Spinach
- The Shadow of Zorro
- Versailles 2
- Zidane Soccer Generation

## Entwickelte Spiele
3DO
- Lost Eden

Amiga
- KGB
- Dune

CD-i
- Lost Eden

Game Boy Color
- Gift
- Roland Garros

DOS/Windows
- Aliens: A Comic Book Adventure
- Atlantis: The Lost Tales
- Aztec: The Curse in the Heart of the City of Gold
- Beyond Atlantis
- Beyond Atlantis II: The New World
- China: The Forbidden City
- Das 3. Millennium (The 3rd Millennium)
- Deo gratias – Die Gnade der Götter
- Devil Inside
- Dragon Lore 2: The Heart of the Dragon Man
- Dreams to Reality
- Dune
- Egypt Kids
- Gift
- Guardian of Darkness, The
- Hardline
- KGB
- Lost Eden
- MegaRace-Reihe
- Odyssey: The Search for Ulysses
- Pax Corpus
- Ring: The Legend of the Nibelungen
- Roland Garros 2001
- Saga: Rage of the Vikings
- Salammbo: Battle for Carthage
- The New Adventures of the Time Machine
- Ubik

PlayStation
- Dreams
- Pax Corpus
- Pink Panther: Pinkadelic Pursuit
- Roland Garros 2001
- Versailles
- Atlantis: The Lost Tales
- China: The Forbidden City
- Aztec: The Curse in the Heart of the City of Gold

PlayStation 2
- Beyond Atlantis II: The New World

Sega Saturn
- Atlantis: The Lost Tales

Super Nintendo
- Timecop